# Eric Heiden
Pour les articles homonymes, voir Heiden.
Eric Heiden, né le 14 juin 1958 à Madison dans le Wisconsin, est un ancien patineur de vitesse américain qui remporta les cinq courses olympiques de 1980 à Lake Placid avec quatre records olympiques et un record du monde.
Heiden est une icône dans ce sport, particulièrement en Europe, considéré comme le meilleur patineur de vitesse de tous les temps, étant capable de remporter des épreuves de sprint comme d'endurance.
Il est intronisé au Temple de la renommée du cyclisme américain en 1999.

## Biographie
Né dans le Wisconsin, il est très tôt initié au sport par un père médecin pratiquant l'escrime. Il se consacre d'abord au hockey et au soccer avant de se diriger vers le patinage de vitesse. Sa sœur cadette Beth s'entraîne avec lui. Tous deux participent aux Jeux olympiques de 1976 à Innsbruck. Eric Heiden termine à la 7e place du 1 500 m. L'année suivante, il remporte un premier titre mondial lors des Championnats du monde toutes épreuves de patinage de vitesse, compétition où il remporte le 500 m. L'année suivante, il remporte trois des quatre distances et son deuxième titre mondial du combiné. 
Il fait encore mieux en 1979 en réalisant le grand chelem (victoire dans les cinq épreuves). Lors de ces trois dernières saisons, il remporte également trois titres de champion du monde de sprint.
Il entame les Jeux olympiques d'hiver de 1980 à Lake Placid en prêtant serment au nom des athlètes lors de la cérémonie d'ouverture. Lors des compétitions, où sa sœur remporte également une médaille de bronze, il remporte les cinq épreuves au programme. Sa compétition débute par le 500 m, où il est opposé sur la piste au détenteur du record du monde de la distance, le Soviétique Evgueni Koulikov. Celui-ci commet une légère erreur alors qu'il était en tête, laissant le titre olympique à son rival. Les jours suivants, Heiden remporte le 5 000 m puis le 1 000 m. Lors du 1 500 m, il est proche de la chute mais parvient à se rétablir pour remporter son quatrième titre consécutif. Deux jours plus tard, il remporte son cinquième titre en autant de courses disputées. Il établit un nouveau record olympique dans chacune de ses courses, dont un nouveau record du monde sur le 10 000 m qu'il abaisse de 6 secondes 20 centièmes. C'est un véritable exploit, car remporter des épreuves de sprint comme des épreuves de fond nécessite des qualités antagonistes : vivacité et endurance. De plus, il remporte ses victoires avec des écarts importants.
Il termine sa carrière de patineur aux mondiaux de 1980 sur une médaille d'argent puis retourne à ses études de médecine à l'université Stanford où il décroche son diplôme de science en 1984 (et, plus tard, un doctorat en médecine en 1991).
Eric et Beth se lancent un nouveau défi : faire une carrière dans le cyclisme. Beth remporte le Championnat du monde sur route en 1980 à Sallanches en France. Le défi d'Eric est de participer et terminer le Tour de France cycliste. Au sein de l'équipe américaine 7-Eleven, créée en 1981 par un de ses amis de longue date Jim Ochowitz, il termine 25e du prologue de l'édition de 1986 mais lors des premières pentes, son grand gabarit le met au supplice. Il parvient à passer les Pyrénées mais, lors de l'étape de L'Alpe d'Huez, il doit finalement abandonner,.
Il occupe ensuite le rôle de médecin au sein de cette équipe américaine, qui contient parmi ses coureurs un certain Lance Armstrong. Heiden sera d'ailleurs parmi les premières personnes auxquelles le coureur américain s'adresse lorsque son cancer des testicules est diagnostiqué : « Eric was one of the first people Lance contacted ».
Tout en pratiquant l'orthopédie, il reste proche des milieux sportifs. Il est ainsi proche des équipes NBA des Kings de Sacramento et WNBA Monarchs de Sacramento.
Il est aussi masseur kiné pour l'équipe cycliste BMC et l'un des meilleurs amis de Lance Armstrong. Il est aussi l'un des cyclistes les plus diplômés avec Reid Mumford ou Álvaro Mejía qui possèdent également un doctorat.

## Palmarès en patinage de vitesse
| Édition                               | Samalog                           | 500 m                          | 1 000 m                        | 1 500 m                        | 5 000 m                        | 10 000 m                       |
| ------------------------------------- | --------------------------------- | ------------------------------ | ------------------------------ | ------------------------------ | ------------------------------ | ------------------------------ |
| Jeux olympiques d'hiver               |                                   |                                |                                |                                |                                |                                |
| Lake Placid 1980                      |                                   | Médaille d'or, Jeux olympiques | Médaille d'or, Jeux olympiques | Médaille d'or, Jeux olympiques | Médaille d'or, Jeux olympiques | Médaille d'or, Jeux olympiques |
| Championnats du monde toutes épreuves |                                   |                                |                                |                                |                                |                                |
| Heerenveen en 1976                    | 5e                                | 1er                            | -                              | 6e                             | 16e                            | 13e                            |
| Heerenveen en 1977                    | Médaille d'or, Coupe du Monde     | 1er                            | -                              | 3e                             | 9e                             | 3e                             |
| Göteborg en 1978                      | Médaille d'or, Coupe du Monde     | 1er                            | -                              | 1er                            | 5e                             | 1er                            |
| Oslo en 1979                          | Médaille d'or, Coupe du Monde     | 1er                            | -                              | 1er                            | 1er                            | 1er                            |
| Heerenveen en 1980                    | Médaille d'argent, Coupe du Monde | 1er                            | -                              | 2e                             | 6e                             | 6e                             |
| Championnats du monde de sprint       |                                   |                                |                                |                                |                                |                                |
| Alkmaar en 1977                       | Médaille d'or, Coupe du Monde     | 1er                            | 1er                            | -                              | -                              | -                              |
| Lake Placid en 1978                   | Médaille d'or, Coupe du Monde     | 1er                            | 1er                            | -                              | -                              | -                              |
| Inzell en 1979                        | Médaille d'or, Coupe du Monde     | 1er                            | 1er                            | -                              | -                              | -                              |
| West Allis en 1980                    | Médaille d'or, Coupe du Monde     | 1er                            | 1er                            | -                              | -                              | -                              |

| Date            | Distance         | Temps          | Lieu                 |
| --------------- | ---------------- | -------------- | -------------------- |
| 18 janvier 1976 | 1 500 m Junior   | 2 min 02 s 75  | Madonna di Campiglio |
| 20 février 1977 | 1 500 m Junior   | 1 min 59 s 46  | Inzell               |
| 20 février 1977 | 5 000 m Junior   | 7 min 30 s 23  | Inzell               |
| 20 février 1977 | Samalog Junior   | 168,716        | Inzell               |
| 4 février 1978  | 3 000 m m Junior | 4 min 16 s 2   | Montréal             |
| 5 février 1978  | Samalog Junior   | 166,584        | Montréal             |
| 5 février 1978  | 5 000 m Junior   | 7 min 23 s 54  | Montréal             |
| 2 mars 1978     | 3 000 m          | 4 min 07 s 0   | Inzell               |
| 12 mars 1978    | 1 000 m          | 1 min 14 s 99  | Savalen              |
| 11 février 1979 | Samalog          | 162,973        | Oslo                 |
| 17 février 1979 | 1 000 m          | 1 min 14 s 99  | Inzell               |
| 18 mars 1979    | 3 000 m          | 4 min 06 s 91  | Savalen              |
| 13 janvier 1980 | 1 000 m          | 1 min 13 s 60  | Davos                |
| 13 janvier 1980 | Sprint           | 150,250        | Davos                |
| 19 janvier 1980 | 1 500 m          | 1 min 54 s 79  | Davos                |
| 22 février 1980 | 10 000 m         | 14 min 28 s 13 | Lake Placid          |

## Palmarès en cyclisme

### Par année
- 1985
  -  Champion des États-Unis sur route
  - CoreStates USPRO Championships
- 1986
  - 3e étape de la Redlands Bicycle Classic (contre-la-montre par équipes)
  - 1re et 2e étapes du Tour de Basse-Californie

### Résultat sur les grands tours

#### Tour de France
1 participation
- 1986 : abandon (20e étape)

#### Tour d'Italie
1 participation
- 1985 : 131e

## Distinctions personnelles
Ces résultats lors des jeux de 1980 lui valent de nombreuses distinctions. Il est ainsi élu Champion des champions mondiaux de L'Équipe en 1980. Il est également récompensé du United Press International Athlete of the Year Award par l'agence américaine United Press International et du James E. Sullivan Award.
En 1999, il est classé au 46e rang des ESPN's SportsCentury 50 Greatest Athletes of the 20th Century par le réseau américain de télévision ESPN.